# Palpelius dearmatus
Palpelius dearmatus là một loài nhện trong họ Salticidae.
Loài này thuộc chi Palpelius. Palpelius dearmatus được Tord Tamerlan Teodor Thorell miêu tả năm 1881.